# 超导电线

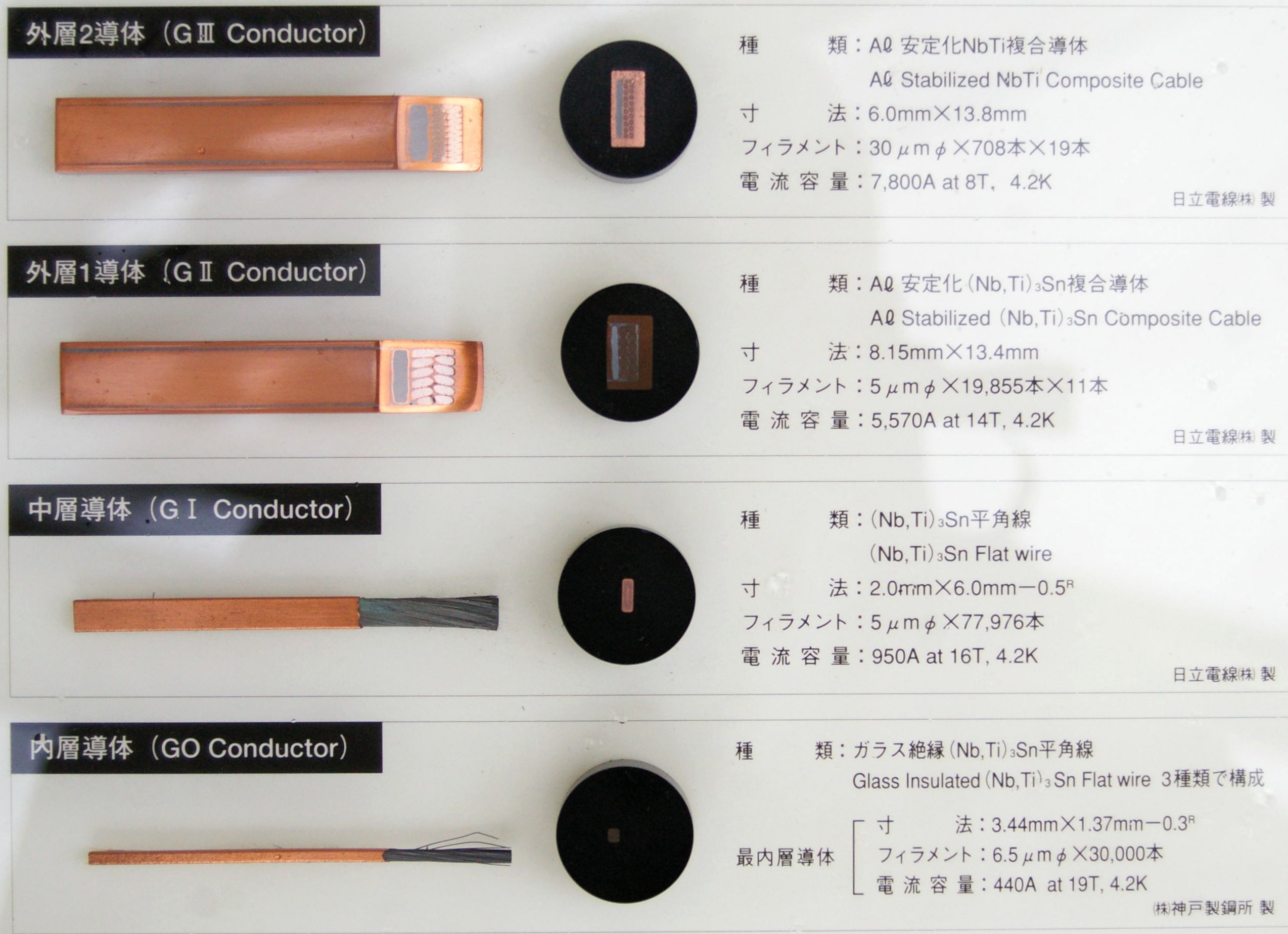
各种复合超导电线的横截面

超导电线是指由超导材料制成的电线。当溫度冷却到转变温度以下时，超導電線的电阻为零。最常见的超导电线材料有铌钛合金，此外钇钡铜氧也有所普及。超导電线与铜或铝相比的优势有更高的最大电流密度和零耗散。它的缺点有导线冷却到超导温度的成本較高（通常需要液氮或液氦等價格較高的冷冻剂）。